# Bryothripa miophaea
Bryothripa miophaea är en fjärilsart som beskrevs av George Francis Hampson 1912. Bryothripa miophaea ingår i släktet Bryothripa och familjen trågspinnare. Inga underarter finns listade i Catalogue of Life.